# Lebiażje
Lebiażje (ros. Лебяжье) – osiedle typu miejskiego w Rosji, w obwodzie leningradzkim, w rejonie łomonosowskim.
Znajduje się tu stacja kolejowa Lebiażje, położona na linii Petersburg - Wiejmarn.

## Demografia
W 2010 roku liczyło 4729 mieszkańców. W 2021 roku liczyło 4122 mieszkańców.